# Shootfighter II
Shootfighter II es una película estadounidense del género acción de 1996, dirigida por Paul Ziller, escrita por Greg Mellott y Peter Shaner, musicalizada por Alex Wilkinson, en la fotografía estuvo Hanania Baer y los protagonistas son Bolo Yeung, William Zabka y Michael Bernardo, entre otros. El filme fue realizado por ANA Productions y se estrenó el 27 de agosto de 1996.

## Sinopsis
Shingo y los chicos son extorsionados para que ayuden a Rawlins a participar en las peleas de shootfighting de una organización clandestina.